# Friesodielsia formosa
Friesodielsia formosa är en kirimojaväxtart som beskrevs av Ian Mark Turner. Friesodielsia formosa ingår i släktet Friesodielsia och familjen kirimojaväxter. Inga underarter finns listade i Catalogue of Life.